# STIL
STIL‏ (STIL, centriolar assembly protein) هوَ بروتين يُشَفر بواسطة جين STIL في الإنسان.